# BK Frem
A BK Frem, teljes nevén Boldklubben Frem egy dán labdarúgócsapat. A klubot 1886-ban alapították, székhelye Koppenhágában van. 1993-as csődjéig a Frem szinte az összes szezont az első osztályban töltötte. A bajnokságot hat, a kupát két alkalommal sikerült megnyernie.

## Története

### Kezdetek

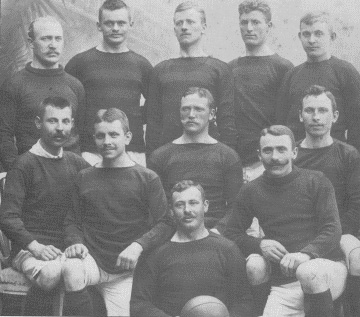
A Frem csapata 1902-ben, mikor megnyerték a koppenhágai labdarúgó-bajnokságot

A klubot 1886-ban alapították Fremskridtsklubbens Cricketklub néven.  1887-ben a klub neve a ma is használt Boldklubben Fremre változott. Az alapításkor a klub nevében szereplő krikett-szakosztály egyébként azóta is megmaradt. Az első két évben a csapat csak barátságos mérkőzéseket játszott, amikor azonban a szövetség szervezett bajnokságot indított, rögtön indult azon, és meg is nyerte azt, miután legyőzte a KB csapatát.
1905-ben költöztek jelenlegi helyükre, Vesterbróba.

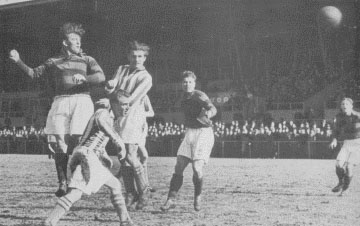
Mérkőzés az Akademisk BK ellen 1940 körül. A képen a következő játékosok láthatók (csíkos mez, balról jobbra): Pauli Jørgensen, Johannes Pløger, Erling Sørensen.

### A legsikeresebb időszak
1923 és 1944 között a klub megszerezte mind a hat bajnoki címét.

### Ingázás az osztályok között
A 80-as évektől a csapat anyagilag folyamatosan gyengült, így egyre szerényebb célokkal vághattak neki a bajnokságnak. 1993-ban ez egészen csődig vezetett, ugyanis 8 és fél millió dán koronás tartozást halmoztak fel. Ekkor egészen a harmadosztályig csúszott vissza a csapat. 2004-ben, miután visszajutott az első osztályba a csapat, a szezon végén ismét csődbe mentek. Azóta a másodosztályban szerepelnek.

## Sikerek

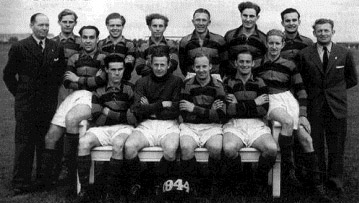
Az 1944-es bajnokcsapat.

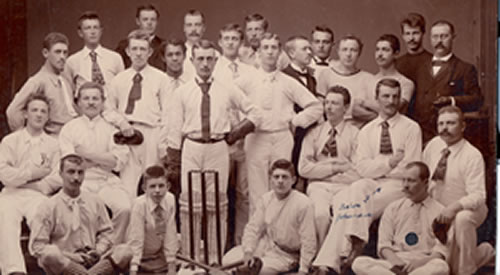
Krikettcsapat, 1892.

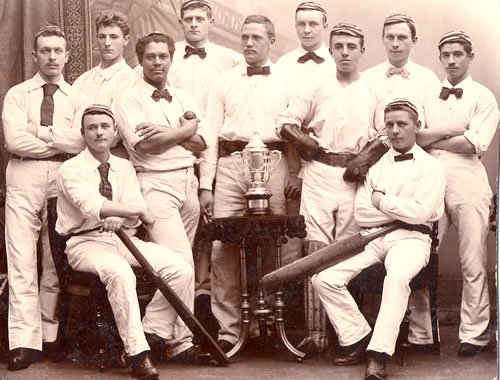
Krikettcsapat, 1898.

### Labdarúgás
- Bajnokság
  - Győztes (6): 1923, 1931, 1933, 1936, 1941, 1944
  - Második (9): 1930, 1935, 1937, 1938, 1948, 1958, 1966, 1967, 1976
  - Harmadik (6): 1934, 1955, 1957, 1968, 1971, 1992
- Kupa
  - Győztes (2): 1956, 1978
  - Második (3): 1969, 1971, 1981
- Fodboldturneringen
  - Győztes (1): 1902
  - Második (3): 1899, 1901, 1903
- Koppenhágai bajnokság
  - Győztes (3): 1904, 1923, 1933
  - Második (8): 1906, 1908, 1910, 1911, 1918, 1922, 1929, 1937
- Koppenhágai kupa
  - Győztes (6): 1927, 1927, 1938, 1940, 1943, 1946
  - Második (9): 1913, 1918, 1919, 1922, 1924, 1930, 1934, 1939, 1944
- Baneklubberne-kupa
  - Győztes (1): 1911

### Krikett
- Koppenhágai bajnokság
  - Győztes (2): 1894, 1898

## Ismertebb játékosok
| - Flemming Ahlberg - Finn Bøje - Lars Broustbo - Axel Byrval - Stefan Campagnolo - Walter Christensen - Kaj Christiansen - Knud Christophersen - Hans Colberg - Dan Eggen - Svend Frederiksen - Michael Giolbas - John Hansen - Kaj Hansen - Sophus Hansen - Per Henriksen - Eiler Holm - Jørn Jeppesen - Martin Jeppesen - Pauli Jørgensen - Sophus Krølben - Birger Larsen - Lars Larsen - Otto Larsen - Søren Larsen | - George Lees - Søren Lyng - Ole Mørch - Jørgen Nielsen - Leif Nielsen - Leif "Osten" Nielsen - Leo Nielsen - Johannes Pløger - Jan B. Poulsen - Leif Printzlau - Ole Rasmussen - Mirko Selak - Helmuth Søbirk - Egon Sørensen - Erling Sørensen - Finn Willy Sørensen - Thomas Thøgersen - Mikkel Thygesen - Kaj Uldaler - Kim Vilfort - Per Wind |

## Jelenlegi keret
| #  |        | Poszt | Név                 |
| -- | ------ | ----- | ------------------- |
| 1  | DNK    | K     | Thomas Seidelin     |
| 2  | DNK    | V     | Nikolaj Hansen      |
| 3  | DNK    | V     | Martin E. Jensen    |
| 4  | feröer | V     | Jón Rói Jacobsen    |
| 5  | DNK    | V     | Frank Palka Jensen  |
| 6  | DNK    | KP    | Nikolaj Mikkelsen   |
| 7  | DNK    | KP    | Mikael Simonsen     |
| 8  | DNK    | V     | Tim Ilsø            |
| 9  | feröer | KP    | Atli Danielsen      |
| 10 | DNK    | CS    | Wassim El Banna     |
| 11 | DNK    | KP    | Søren Krogh         |
| 12 | DNK    | V     | Casper Grønn Larsen |
| 13 | DNK    | KP    | Martin Jürgensen    |

| #  |     | Poszt | Név               |
| -- | --- | ----- | ----------------- |
| 14 | DNK | CS    | Søren Weibel      |
| 15 | DNK | CS    | Tommy Olsen       |
| 16 | DNK | CS    | Thomas Lindrup    |
| 17 | DNK | KP    | Beran Camili      |
| 19 | DNK | V     | Nicklas Svendsen  |
| 20 | DNK | KP    | Thomas Krause     |
| 21 | USA | V     | Jamil Fearrington |
| 22 | DNK | CS    | Danny Andersen    |
| 24 | DNK | KP    | Jesper Håkansson  |
| 25 | DNK | KP    | Patrik Wozniacki  |
| 27 | DNK | K     | Mads Nielsen      |
| 30 | DNK | CS    | Martin Jørgensen  |

## Legutóbbi szezonok
| Szezon             | Poz.   | Pts | Mérk. | Gy | D | V  | RG | KG | GK  |
| ------------------ | ------ | --- | ----- | -- | - | -- | -- | -- | --- |
| 07-08: 1. Division | #11/16 | 33  | 30    | 12 | 3 | 15 | 46 | 54 | -8  |
| 06-07: 1. Division | #5/16  | 50  | 30    | 14 | 8 | 8  | 48 | 43 | +5  |
| 05-06: 1. Division | #10/16 | 40  | 30    | 11 | 7 | 12 | 47 | 42 | +5  |
| 04-05: 1. Division | #3/16  | 59  | 30    | 17 | 8 | 5  | 61 | 30 | +31 |
| 03-04: Superligaen | #11/12 | 27  | 33    | 8  | 3 | 22 | 40 | 65 | -25 |
| 02-03: 1. Division | #2/16  | 58  | 30    | 18 | 4 | 8  | 64 | 43 | +21 |
| 01-02: 1. Division | #4/16  | 54  | 30    | 15 | 9 | 6  | 54 | 37 | +17 |
| 00-01: 1. Division | #4/16  | 55  | 30    | 16 | 7 | 7  | 64 | 34 | +30 |
| 99-00: 1. Division | #7/16  | 45  | 30    | 12 | 9 | 9  | 55 | 48 | +7  |
| 98-99: 1. Division | #9/16  | 41  | 30    | 12 | 5 | 13 | 45 | 63 | -18 |
| 97-98: 1. Division | #9/16  | 40  | 30    | 12 | 4 | 14 | 46 | 47 | -1  |

## Külső hivatkozások
- (dánul) Hivatalos weboldal
- (dánul) Szurkolói oldal
- (dánul) Fórum